# Helena von Serbien
Helena von Serbien (serb. Jelena, ung. Ilona; * 1109; † 1146) war Königin von Ungarn.
Helena wurde als Tochter des serbischen Fürsten Uroš I. und dessen Gemahlin Anna, einer Nichte des byzantinischen Kaisers Alexios I. geboren. Am 28. April 1127 heiratete sie im Alter von 16 Jahren den späteren ungarischen König Béla II. aus dem Haus der Arpaden. Das Paar hatte sechs Kinder, wobei drei Söhne ihrem Vater als ungarische Könige folgten. 
Da Béla blind war, war er bei seiner Herrschaftsausübung vollständig auf seine Umgebung und seine Ratgeber angewiesen. Auch Königin Helena spielte hier eine entscheidende Rolle. 1141 starb Béla, Königin Helena überlebte ihn um fünf Jahre und wurde an seiner Seite in der Basilika St. Stephan von Székesfehérvár beigesetzt.

## Nachkommen
- Elisabeth (* 1128; † 1155), ⚭ König Mieszko III. von Polen
- Géza II. (* 1130; † 1162), König von Ungarn
- Ladislaus II. (* 1131; † 1163), König von Ungarn
- Stefan IV. († 1165), König von Ungarn
- Álmos (* 1134; † 1138)
- Zsófia, oder Sofie, die Verlobte von Konrad III. Die Ehe fand aber nicht statt, Sofie starb im Kloster Admont als Nonne